# Тулучешть
Тулучешть, Тулучешті (рум. Tulucești) — село у повіті Галац в Румунії. Входить до складу комуни Тулучешть.
Село розташоване на відстані 198 км на північний схід від Бухареста, 15 км на північ від Галаца.

## Населення
За даними перепису населення 2002 року у селі проживали 4173 особи, з них 4171 особа (> 99,9%) румунів. Рідною мовою 4171 особа (> 99,9%) назвала румунську.